# Beschließerin
Die Beschließerin war ursprünglich im mittelalterlichen ritterlichen Haushalt oder im adeligen Hofstaat die für die inneren wirtschaftlichen Abläufe verantwortliche Person. Sie konnte eine Adelige, eine Freie oder eine Abhängige sein.
Sie war direkt der Herrschaft oder dem Hausmeier (Kämmerer) unterstellt und stand allen übrigen haushaltsbezogenen Dienstgraden vor. Ihre Hauptaufgabe war die Organisation des Hofhaushalts und der Arbeitsabläufe am Wohnsitz und bei Reisen. Dies beinhaltete die Beschaffung, Aufbewahrung sowie die Instandhaltung der Haushaltsgüter und der Räumlichkeiten und die Organisation der Küche und der Eigenversorgungsstellen. In kleineren Haushalten gehörten dazu auch manche konkrete Arbeiten.
Heute ist die Beschließerin/der Beschließer ein in Österreich anerkannter Beruf im Gastgewerbe. Die Aufgaben betreffen den Umgang mit der Wäsche des Gastbetriebs.